# (Acil-nosilac-protein) S-maloniltransferaza
(Acil-nosilac-protein) -maloniltransferaza (EC 2.3.1.39, (acil nosilac protein)maloniltransferaza, FabD, malonil koenzim A-acil nosilac protein transacilaza, malonilna transacilaza, malonil transferaza, malonil-KoA-acil nosilac protein transacilaza, malonil-KoA:(acil-nosilac-protein) -maloniltransferaza, malonil-KoA: transacilaza, malonil-KoA: transacilaza, malonil-KoA: transacilaza, malonil-KoA:acil nosilac protein transacilaza, malonil-KoA:acil-nosilac-protein transacilaza, malonil-KoA/defosfo-KoA aciltransferaza, MAT, MCAT, MdcH) je enzim sa sistematskim imenom malonil-KoA:(acil-nosilac protein) -maloniltransferaza. Ovaj enzim katalizuje sledeću hemijsku reakciju
malonil-KoA + [acil-nosilac protein] {\displaystyle \rightleftharpoons } KoA + malonil-[acil-nosilac protein]
Ovaj enzim, zajedno sa EC 2.3.1.38, [acil-nosilac-protein] S-acetiltransferazom, je esencijalan za inicijaciju biosinteze masnih kiselina kod bakterija.

## Literatura
- Nicholas C. Price; Lewis Stevens (1999). Fundamentals of Enzymology: The Cell and Molecular Biology of Catalytic Proteins (Third изд.). USA: Oxford University Press. ISBN 019850229X.
- Eric J. Toone (2006). Advances in Enzymology and Related Areas of Molecular Biology, Protein Evolution (Volume 75 изд.). Wiley-Interscience. ISBN 0471205036.
- Branden C; Tooze J. Introduction to Protein Structure. New York, NY: Garland Publishing. ISBN 0-8153-2305-0.
- Irwin H. Segel. Enzyme Kinetics: Behavior and Analysis of Rapid Equilibrium and Steady-State Enzyme Systems (Book 44 изд.). Wiley Classics Library. ISBN 0471303097.
- William P. Jencks (1987). Catalysis in Chemistry and Enzymology. Dover Publications. ISBN 0486654605.

## Spoljašnje veze
- (acyl-carrier-protein)+S-malonyltransferase на 